# Lukáš Zíb
Lukáš Zíb (ur. 24 lutego 1977 w Czeskich Budziejowicach) – czeski hokeista, reprezentant Czech.

## Kariera
- HC Czeskie Budziejowice U18 (1991–1995)
- HC Czeskie Budziejowice U16 (1992–1993)
- HC Czeskie Budziejowice (1994–2001)
  -  HC Tábor (1994/1995)
  -  KLH Jindřichův Hradec (1996/1997)
- HC Zlín (2001)
- HC Energie Karlowe Wary (2001–2002)
- Espoo Blues (2002)
- Schwenninger Wild Wings (2002–2003)
- Torpedo Niżny Nowogród (2003–2004)
- Mołot-Prikamje Perm (2004–2005)
- Witiaź Podolsk (2005–2006)
  -  Witiaź 2 Podolsk (2005/2006)
- Bílí tygři Liberec (2006–2009)
  -  BK Mladá Boleslav (2009)
- HC Oceláři Trzyniec (2009–2014)
- HC Vítkovice (2015–2015)
- HC Czeskie Budziejowice (2015–2017)
- Cracovia (2017–2018)
- EHC Freiburg (2018)

Wychowanek klubu HC Czeskie Budziejowice w rodzinnym mieście. Grał w barwach drużyn juniorskich tegoż, a następnie przez lata w zespole seniorskim w czeskiej ekstralidze. W późniejszych latach występował w klubach z rozgrywek: fińskiej SM-liiga, rosyjskiej superligi i wyższej ligi, niemieckiej DEL. Od 2006 ponownie grał w Czechach, najpierw trzy lata w Libercu, potem od 2009 przez pięć lat w Trzyńcu, następnie w Vítkovicach i rodzinnych Czeskich Budziejowicach. W styczniu 2017 został zawodnikiem Cracovii w Polskiej Hokej Lidze. Pod koniec stycznia 2018 otrzymał 14-dniowe wypowiedzenie umowy w tym klubie. Miesiąc potem został zaangażowany w niemieckim zespole. Potem zakończył karierę.
Uczestniczył w turnieju mistrzostw Europy juniorów do lat 18 edycji 1995. W późniejszych latach był reprezentantem seniorskiej kadry kraju.

## Sukcesy
Klubowe
- Brązowy medal mistrzostw Czech do lat 16: 1993 z HC Czeskie Budziejowice U16
- Brązowy medal mistrzostw Czech: 1995 z HC Czeskie Budziejowice, 2007 z Bílí tygři Liberec
- Tipsport Hockey Cup: 2000 z HC Czeskie Budziejowice
- Złoty medal wyższej ligi: 2004 z Mołotem-Prikamje Perm
- Złoty medal mistrzostw Czech: 2011 z HC Oceláři Trzyniec
- Złoty medal mistrzostw Polski: 2017 z Cracovią
- Superpuchar Polski: 2017 z Cracovią
- Finał Pucharu Polski: 2017 z Cracovią

Indywidualne
- Ekstraliga czeska w hokeju na lodzie (2006/2007): najlepszy obrońca sezonu